# Sant'Angelo Muxaro
Sant'Angelo Muxaro (AFI: /muʃˈʃaro/; Sant'Àncilu Muxaru in siciliano) è un comune italiano di 1 139 abitanti del libero consorzio comunale di Agrigento in Sicilia.

## Geografia fisica

### Territorio
È un piccolo centro abitato del comprensorio provinciale agrigentino, e si erge su una collina a 335 metri sul livello del mare, lungo la riva sinistra del Fiume Platani.

## Origini del nome
Il primo elemento dell'odierno toponimo sembra derivare direttamente dal culto riferito ad Angelo da Gerusalemme, detto anche "Angelo di Sicilia".
Quanto invece a Muxaro, si tratta di un adattamento italiano preso dal siciliano Muxaru, parola che ritiene ancora oggi l'antica grafia siciliana. La lettera x in siciliano antico (al pari di altre lingue neolatine, come quelle iberiche) veniva infatti utilizzata per rappresentare il suono di una fricativa postalveolare sorda [ʃ] (cfr. Buscemi, Calascibetta, Sciacca), che viene resa oggi graficamente con il nesso consonantico ⟨sc⟩, tanto che alcune grafie più recenti riportano anche sia in italiano che in siciliano Musciaro che Musciaru.

## Storia
Si tende oggi ad identificare con Sant'Angelo Muxaro quell'antica città di Camico presso cui Minosse, partito in cerca di Dedalo, avrebbe trovato la morte per mano del suo ospite Cocalo o delle sue figlie. L'argomento era oggetto dei Καμίκιοι ("Gli abitanti di Camico") di Sofocle.
Le prime origini urbanistiche di questo territorio rimangono indefinite. Un importante villaggio di età del ferro sorse intorno al XIII secolo a.C. da popolazioni indigene, identificate con i Sicani.
Tale villaggio costituisce in archeologia un valido fossile guida cronologico per la produzione locale dalla crisi della prima società autoctona (XIII secolo a.C.) al rapporto con i primi coloni greci durante la grande stagione delle apoikiai nel corso dell'VIII-VII secolo a.C., tale da costituire per determinati autori una facies a sé stante. 
Attorno al 1506 fu favorita la colonizzazione di profughi albanesi, che caratterizzò per diversi secoli l'identità e la vita religiosa del paese, esuli in queste terre a seguito della conquista ottomana dell'Albania e in generale dei Balcani sul finire del XV secolo. 
Nel 1600, la baronia venne acquisita dai Principi di Castelvetrano, D'Aragona e Tagliavia e infine passò sotto la giurisdizione del Pignatelli, Duchi di Monteleone. Fu da questo periodo che il rito greco-cattolico venne meno, non vennero meno i matrimoni misti fra "latini" e "greci" e i locali abitanti persero rapidamente lingua e cultura d'origine.
I Duchi di Monteleone conservarono il controllo su questo territorio sino al 1812, quando in Sicilia la feudalità venne soppressa.

### Simboli
Dalla metà del XX secolo il comune utilizzava uno stemma non ufficiale di verde, alla testa di un arabo di carnagione con turbante sormontato da una mezza luna non autorizzato dall'Ufficio Araldica della Presidenza del Consiglio dei Ministri.
Questo aveva portato alla credenza dell'esistenza di un principe Mushar che avrebbe governato le terre di Sant'Angelo Muxaro. Nel 2020 cominciò un iter per la creazione di uno stemma comunale più legato alla veridicità e alla tradizione della comunità locale, con una ricerca storica presso gli Archivi di Stato di Roma, Palermo ed Agrigento.
Con D.P.R. del 12 gennaio 2021 sono stati concessi i nuovi simboli civici ufficiali:
Stemma
Gonfalone
Bandiera

## Monumenti e luoghi d'interesse
- Chiesa madre di Sant'Angelo Martire
- Chiesa Beata Maria Vergine del Monte Carmelo
- Tomba del Principe - tomba preistorica[10] L'area archeologica è collegata al mito sulla tomba di Minosse presso la città sicana di Camico, governata dal mitico re Cocalo, che aveva ospitato Dedalo in fuga da Creta. L'ipotesi è controversa ed altri studi identificano la Tomba di Minosse con Colle Madore[11] presso Lercara Friddi, ovvero con le Grotte della Gurfa presso Alia.
- Necropoli protostorica colle Sant'Angelo
- Necropoli Grotticelle
- Ruderi del castello medievale di Qal'at al Mushari'a

## Società

### Evoluzione demografica
Abitanti censiti

## Cultura

### Musei
Nel dicembre del 2015, viene inaugurato il museo archeologico "MuSAM", per l'occasione, il British Museum ha messo temporaneamente a disposizione un pezzo unico di quasi tremila anni fa: una ciotola d'oro rinvenuta in una delle tombe della città antica e donata al British Museum nel 1772.

## Economia
Il territorio del comune è compreso nella zona di produzione del Pistacchio di Raffadali D.O.P..

## Amministrazione
Di seguito è presentata una tabella relativa alle amministrazioni che si sono succedute in questo comune.
| Periodo        | Periodo          | Primo cittadino       | Partito                                                 | Carica  | Note   |
| -------------- | ---------------- | --------------------- | ------------------------------------------------------- | ------- | ------ |
| 23 luglio 1985 | 28 maggio 1990   | Ignazio Alessi        | Democrazia Cristiana                                    | Sindaco | [ 16 ] |
| 28 maggio 1990 | 15 aprile 1992   | Marcantonio Spoto     | Democrazia Cristiana                                    | Sindaco | [ 16 ] |
| 15 aprile 1992 | 10 febbraio 1994 | Giuseppe Alfano       | Democrazia Cristiana                                    | Sindaco | [ 16 ] |
| 28 giugno 1994 | 25 maggio 1998   | Giuseppe Tirrito      | Partito Democratico della Sinistra                      | Sindaco | [ 16 ] |
| 25 maggio 1998 | 27 maggio 2003   | Giuseppe Tirrito      | sinistra                                                | Sindaco | [ 16 ] |
| 27 maggio 2003 | 17 giugno 2008   | Giuseppe Aurelio Leto | centro-destra                                           | Sindaco | [ 16 ] |
| 17 giugno 2008 | 11 giugno 2013   | Giuseppe Aurelio Leto | lista civica                                            | Sindaco | [ 16 ] |
| 11 giugno 2013 | 11 giugno 2018   | Lorenzo Alfano        | lista civica Rinascita per Sant'Angelo                  | Sindaco | [ 16 ] |
| 11 giugno 2018 | 30 maggio 2023   | Angelo Tirrito        | lista civica Svoltiamo insieme                          | Sindaco | [ 16 ] |
| 30 maggio 2023 | in carica        | Angelo Tirrito        | lista civica Continuiamo Insieme per Sant'Angelo Muxaro | Sindaco | [ 16 ] |

### Gemellaggi
- Quilmes

### Altre informazioni amministrative
Il comune di Sant'Angelo Muxaro fa parte delle seguenti organizzazioni sovracomunali: regione agraria n. 3 (Colline del Platani).

## Galleria d'immagini

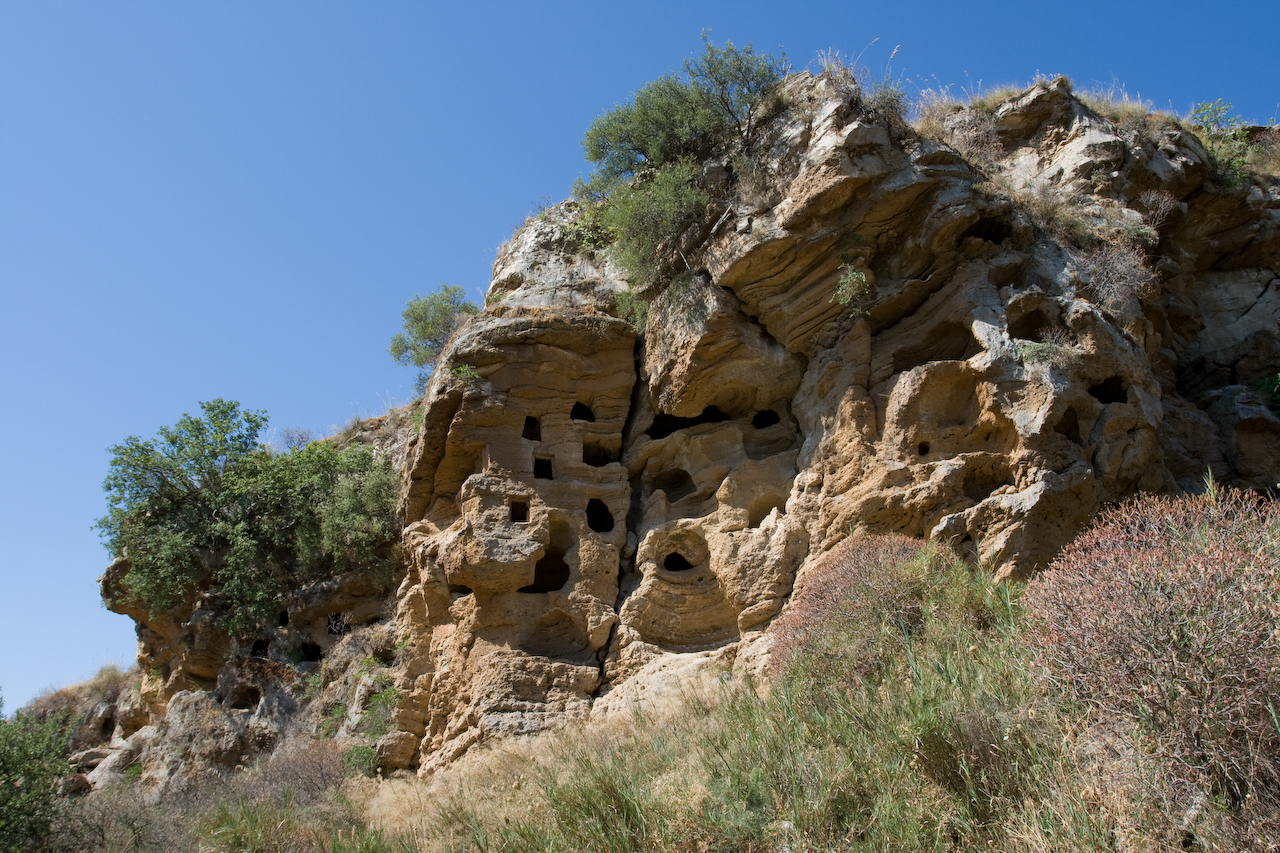
Necropoli preistorica (2)
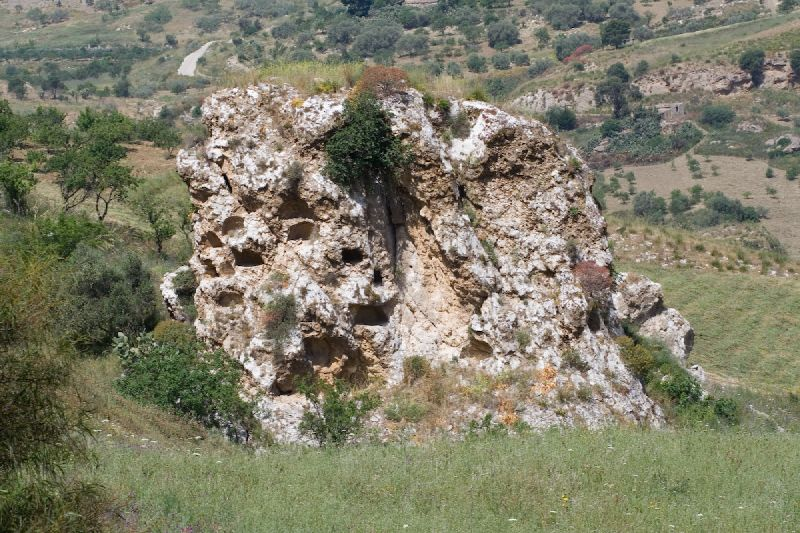
Necropoli preistorica (3)
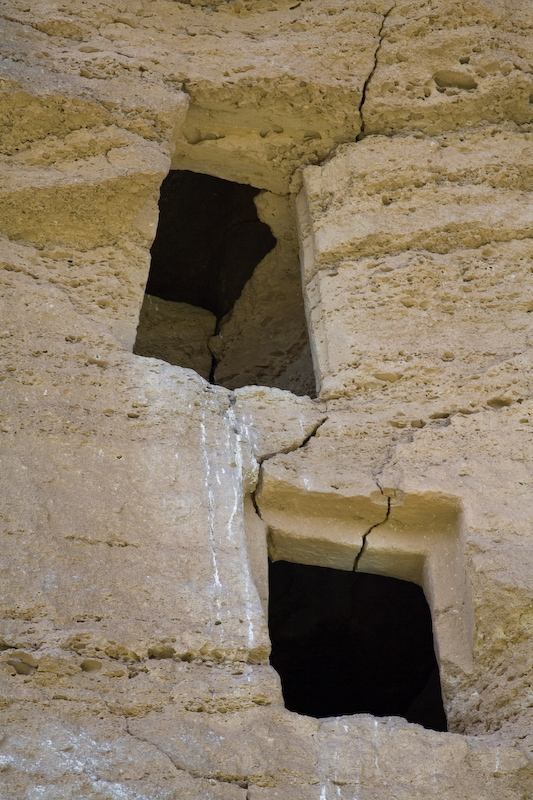
SantAngelo Muxaro (4)
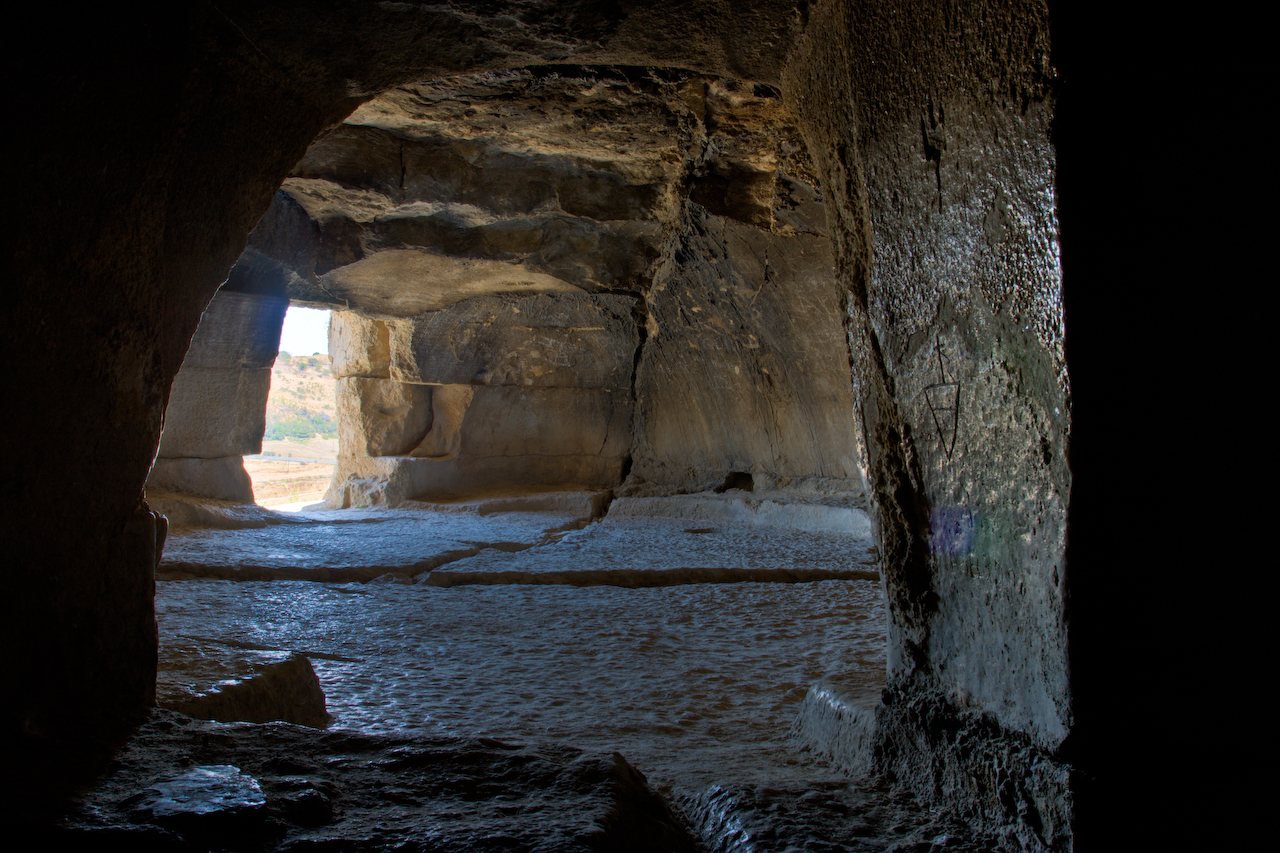
Tomba del principe
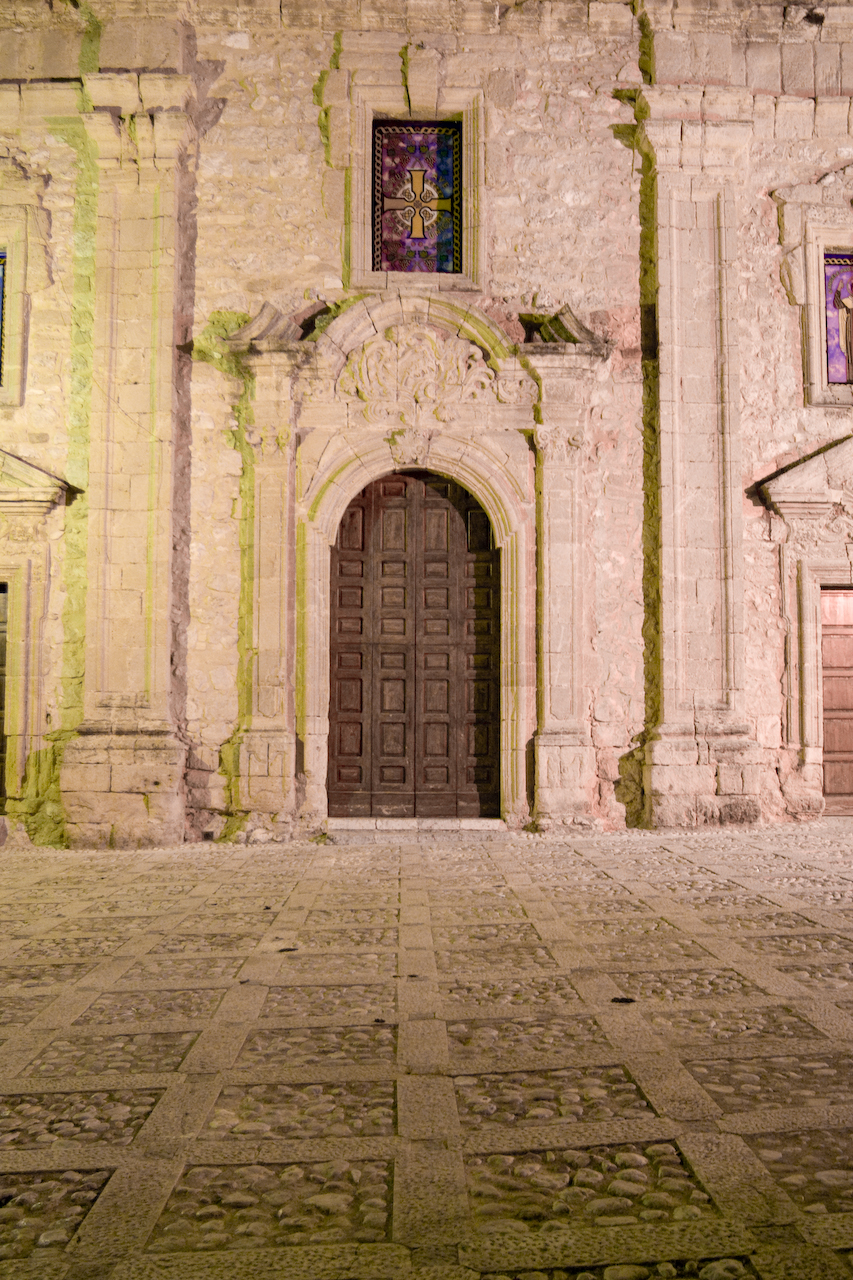
Chiesa Matrice
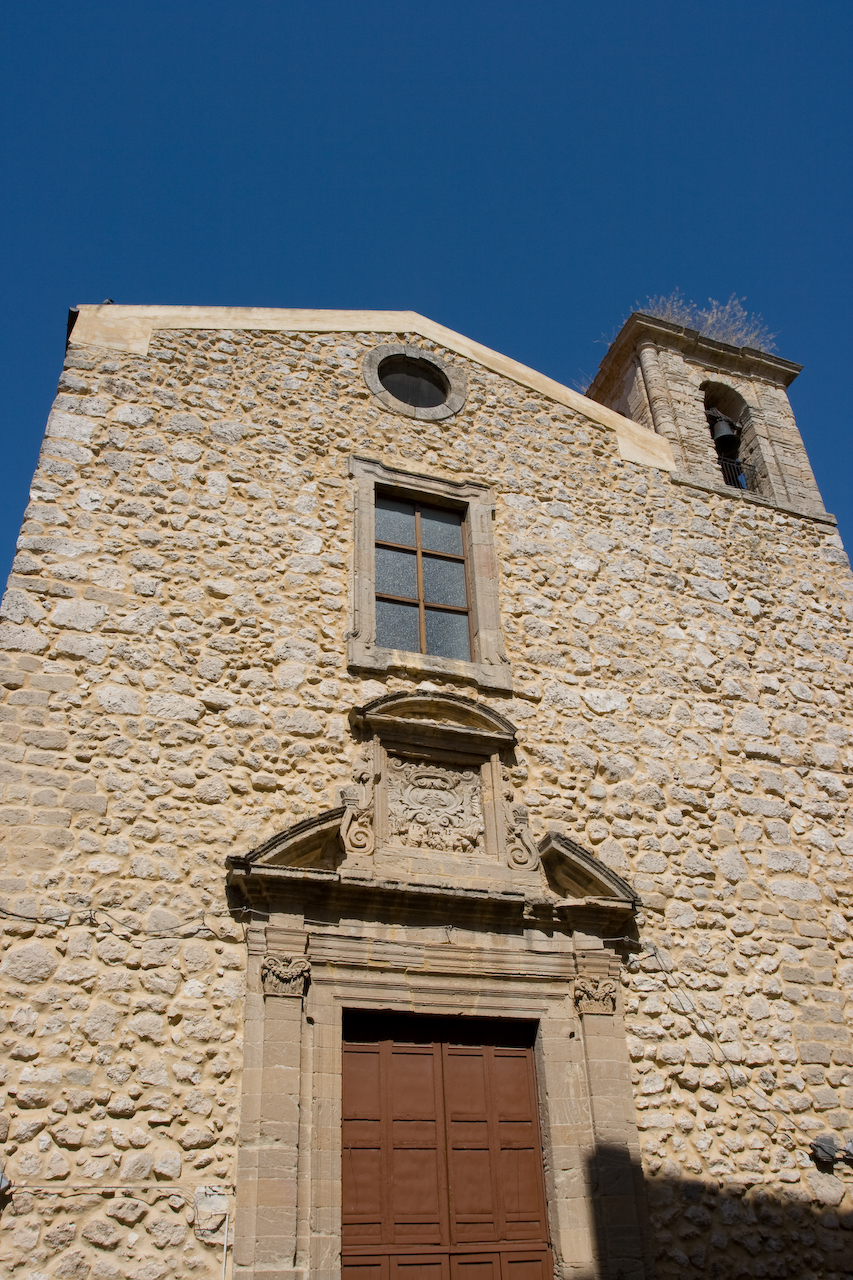
Chiesa del Carmelo
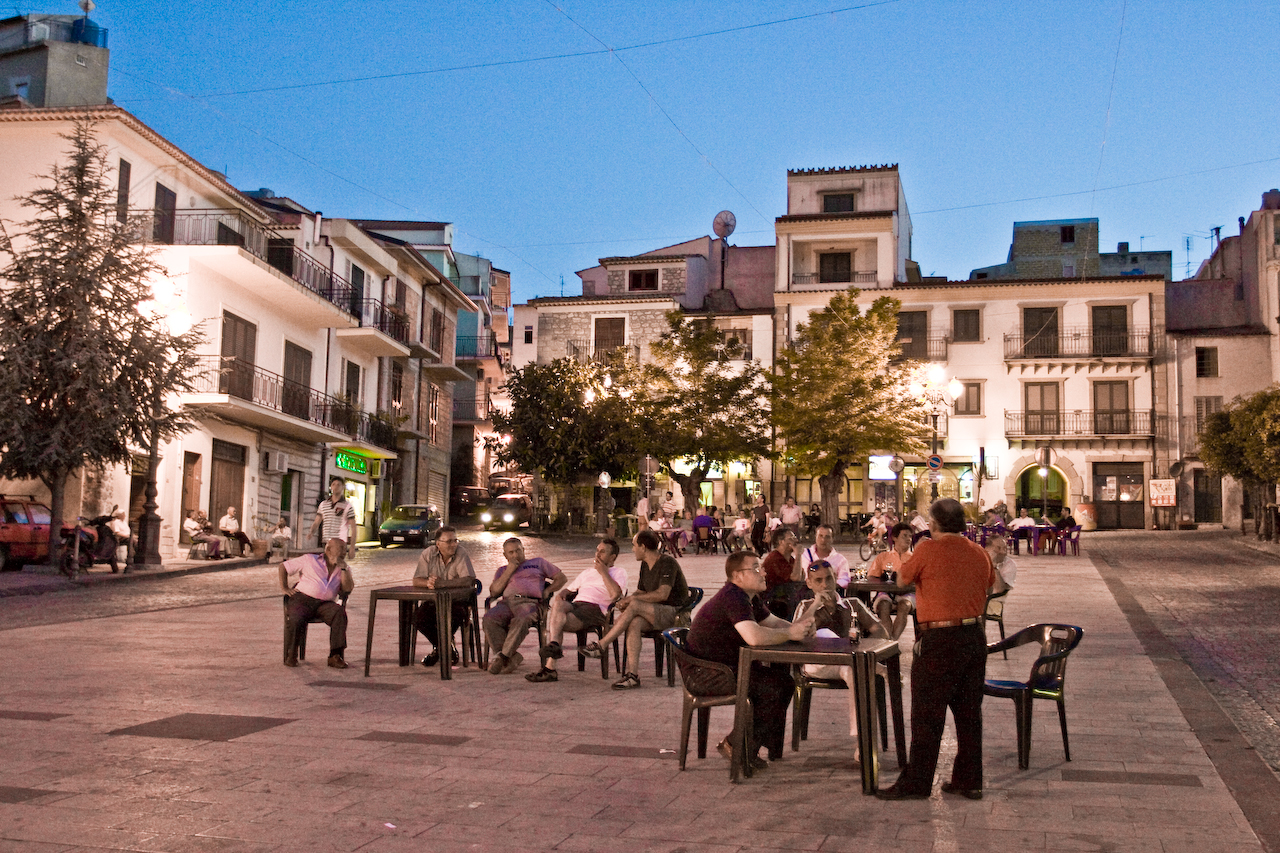
La piazza principale